# Regencós
Regencós ist eine Gemeinde in der autonomen Region Katalonien in Spanien in der Provinz Girona mit 279 Einwohnern (Stand: 2024).

## Lage
Regencós liegt etwa 26 Kilometer östlich von Girona und etwa 95 Kilometer nordöstlich von Barcelona nahe der Costa Brava in einer Höhe von ca. 80 m. 

## Bevölkerungsentwicklung
| Jahr      | 1970 | 1981 | 1991 | 2001 | 2011 | 2021 |
| Einwohner | 323  | 283  | 263  | 281  | 293  | 282  |

## Sehenswürdigkeiten

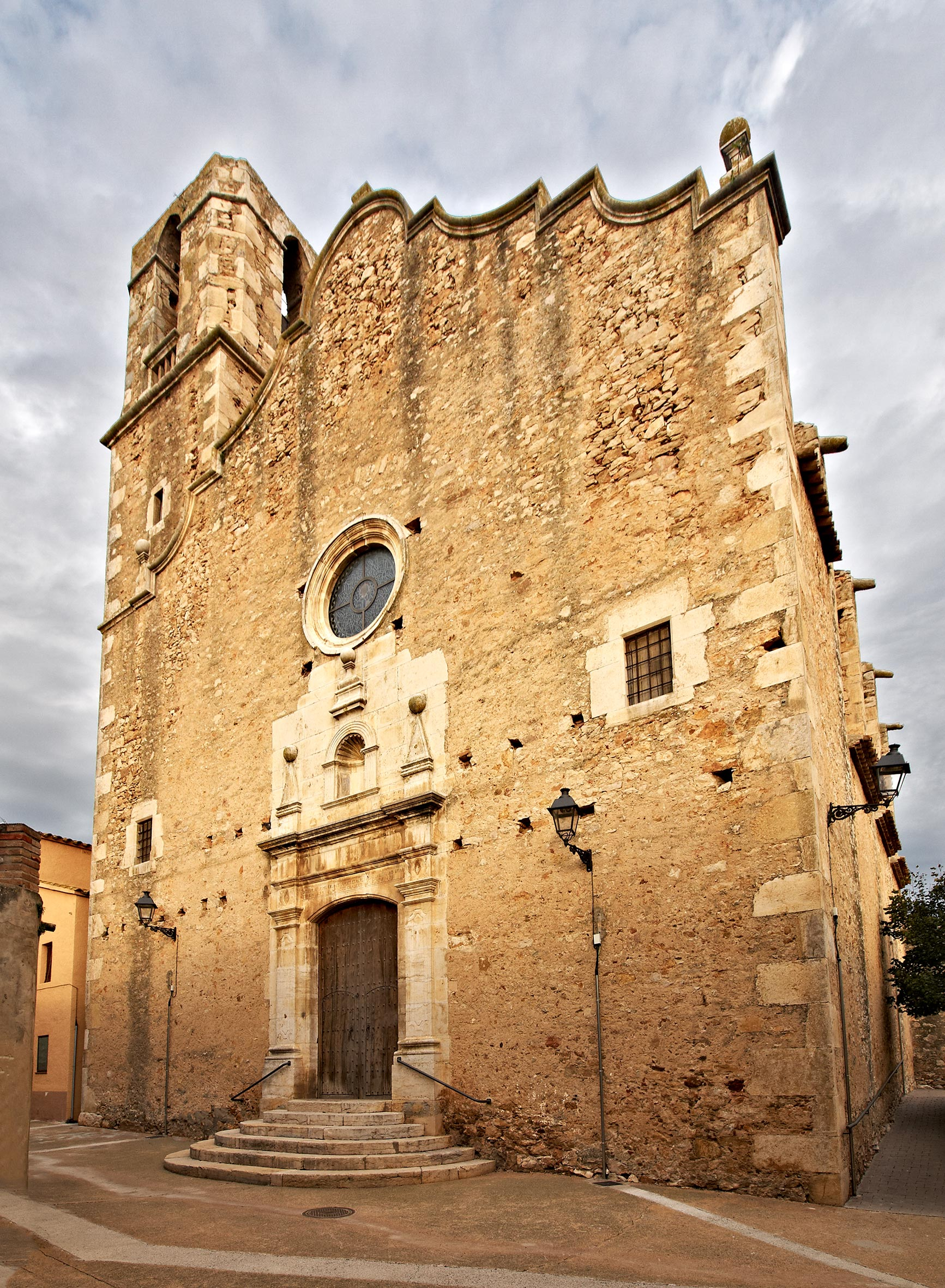
Vinzenzkirche

- Vinzenzkirche